# Аравия Пустынная

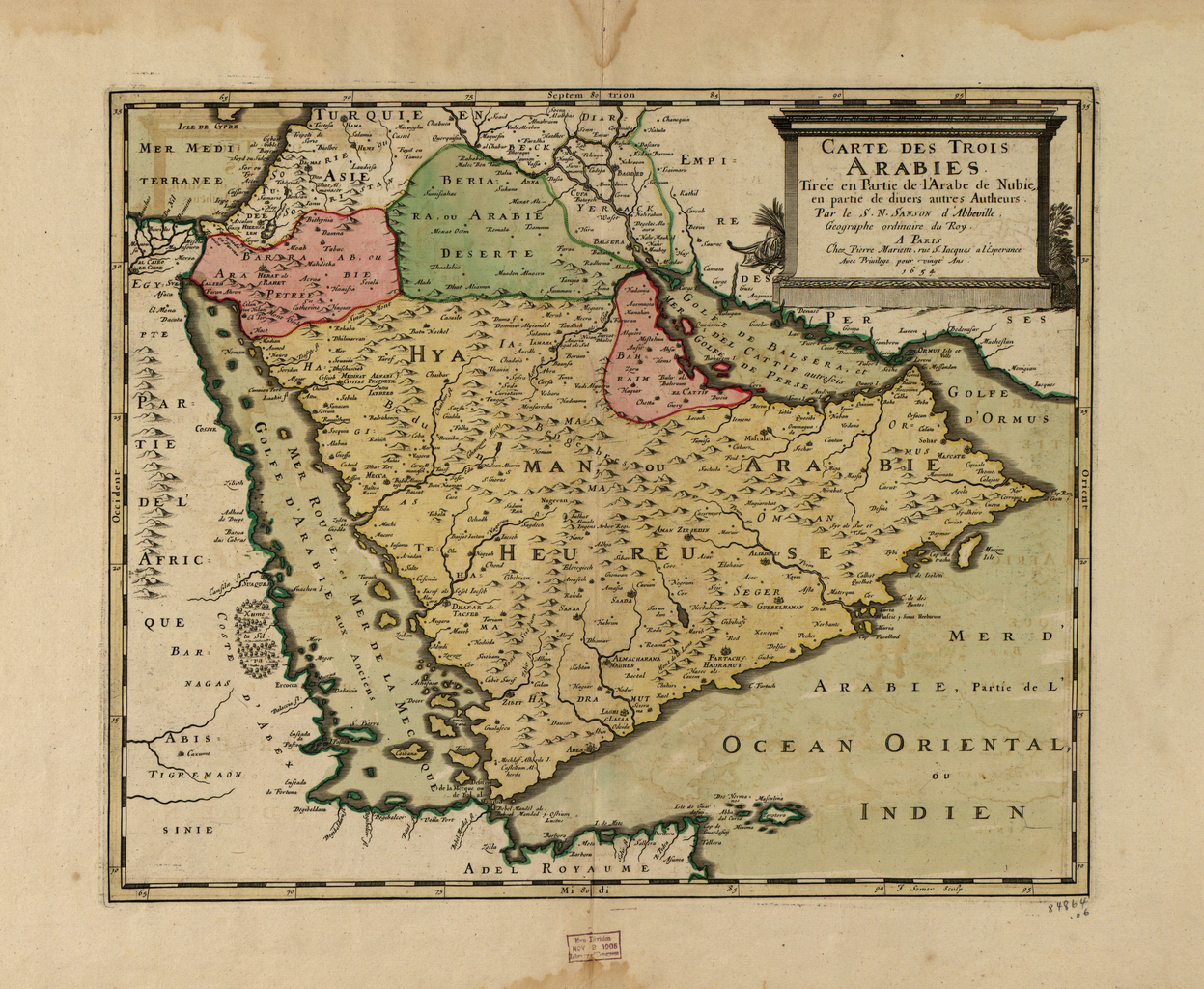
Французская «Карта трех Аравий, частично заимствованная у Мухаммада аль-Идриси, частично у других авторов».
Создатель Николя Сансон, 1654. Аравия Дезерта — маленькая зелёная на севере

Ара́вия Пустынная (Аравия Дезе́рта, лат. Arabia Deserta; Аравия Великая или Аравия Ма́гна, лат. Arabia Magna) — пустыня во внутренней части Аравийского полуострова.
В древние времена эта земля была заселена кочевыми племенами, которые часто вторгались в более богатые земли, такие как Месопотамия и Аравия Плодородная.
Аравия Пустынная была одним из трех регионов, на которые римляне делили Аравийский полуостров:
- Аравия Пустынная (или Аравия Великая)
- Аравия Плодородная
- Аравия Петрейская

«Пустынная Аравия» оставалась популярным названием для региона в XIX—XX веках. Чарльз Даути использовал это именование в «Путешествии в Аравию Дезерта» (1888).